# Liste des épisodes de Cas de divorce

Cet article présente la liste des épisodes de la série télévisée Cas de divorce.
| no  | Titre                                | Verdict                                             | Résumé | Avocat Épouse    | Avocat Époux    | Juge           | Demandeur            | Biens obtenus par l'épouse | Biens obtenus par l'époux |
| --- | ------------------------------------ | --------------------------------------------------- | --- | ---------------- | --------------- | -------------- | -------------------- | --- | --- |
| 1   | Alquist                              | Divorce prononcé en faveur de Madame Alquist.       | Anne Alquist, l'épouse d'un auteur de bandes dessinées à succès, est convaincue que son mari est atteint de troubles psychologiques. | Maître Roux      | Maître Laval    | Juge Martinaud | Madame Alquist       | - Domicile conjugal - 50 % des royalties - Garde exclusive de l'enfant du couple | - 50 % des royalties |
| 2   | Kerr                                 | Divorce prononcé aux torts partagés des deux époux. | Daniel Kerr est contrôleur aérien. Il accuse sa femme Tina, inspecteur de la brigade criminelle d'avoir traumatisé leur famille pour arrêter un dangereux criminel. | Maître Roux      | Maître Laval    | Juge Martinaud | Monsieur Kerr        | - 50% du patrimoine du couple - Droit de visite illimité | - 50% du patrimoine du couple - Garde de l'enfant du couple                                                                                     |
| 3   | Valence                              | Divorce prononcé en faveur de Madame Valence.       | Rose Valence assiste aux réunions des alcooliques anonymes pour son mari malade. Or ce dernier l'accuse d'adultère avec l'organisateur de cette association... | Maître Bardin    | Maître Picard   | Juge Martinaud | Monsieur Valence     | - Domicile conjugal - Pension alimentaire (4 000. - / mois) - Garde du cochon du couple | Non précisé |
| 4   | Barkin                               | Le juge sursoit prononcer le divorce.               | Sandra Barkin, ancienne décoratrice d'intérieur, vit difficilement l'agonie de sa mère. Pour apaiser ses angoisses elle s'est investie dans des actions humanitaires et rejette toute sa frustration sur son mari... | Maître Bardin    | Maître Picard   | Juge Martinaud | Madame Bardin        | - Domicile conjugal - Pension alimentaire (10 000.- / mois) | - |
| 5   | Samier                               | Le juge sursoit prononcer le divorce.               | William Samier est programmateur. Sa vie professionnelle n'est pas pour lui une priorité. Son rêve le plus cher serait d'avoir un enfant... | Maître Kessler   | Maître Dumont   | Juge Legrand   | Monsieur Samier      | - | - |
| 6   | Rivert                               | Divorce prononcé en faveur de Monsieur Rivert.      | Quand des jumeaux épousent des jumelles... qui peut dire qui est qui ? Madame Rivert, professeur d'aérobic, accuse son mari, directeur d'un club de sport, de cruauté mentale et d'adultère. Madame Rivert a une sœur jumelle qui a eu la mauvaise idée d'épouser le frère jumeau de son mari...                                                                                       | Maître Kessler   | Maître Dumont   | Juge Legrand   | Madame Rivert        | 250 000 .- en compensation de la réussite du club de sport | Club de sport fondé durant la vie conjugale |
| 7   | Fontana                              | Divorce prononcé en faveur de Madame Fontana.       | Une hôtesse de l'air accuse son mari d'être un menteur pathologique : ce dernier, qui a passé trois ans alité à la suite d'un accident de voiture, affirme que c'est sa femme qui a une imagination débordante. | Maître Girard    | Maître Perrot   | Juge Legrand   | Madame Fontana       | - Domicile conjugal - Pension alimentaire (3 000.- / mois) - 30 000 .- remboursé pour la cure suivie par le mari                                                                                                 | - Poursuite en justice pour faux témoignage |
| 8   | Kittry                               | Divorce prononcé aux torts partagés des deux époux. | Marie Kittry adore les chats. Elle prétend que son mari, dresseur de chiens, a fait preuve de cruauté envers ses chats et elle-même. | Maître Girard    | Maître Perrot   | Juge Legrand   | Madame Kittry        | - 50% du patrimoine du couple - Domicile conjugal | - 50% du patrimoine du couple |
| 9   | Saulnier                             | Divorce prononcé en faveur de Monsieur Saulnier.    | Edgar Saulnier, 65 ans, accuse sa jeune femme de l'avoir épousé pour sa fortune et de l'avoir brutalisé... | Maître Roy       | Maître Auriol   | Juge Martinaud | Monsieur Saulnier    | - 25% du portefeuille d'actions | - Domicile conjugal - 75% du portefeuille d'actions                                                                                             |
| 10  | Tavernier                            | Divorce prononcé en faveur de Madame Tavernier.     | La femme d'un ancien chanteur de rock prétend que son mari l'a arnaquée et qu'il a mis en danger la vie de leur enfant. Jacques Tavernier se défend et accuse son épouse de l'avoir escroqué... | Maître Roy       | Maître Auriol   | Juge Martinaud | Madame Tavernier     | - Garde de l'enfant du couple - Domicile conjugal - Pension alimentaire (5 000.- / mois) | - Droit de visite illimité |
| 11  | Braun                                | Divorce prononcé en faveur de Madame Braun.         | Charles Braun, directeur d'une agence de mannequins, demande le divorce car sa femme est boulimique et qu'elle lui a caché sa terrible maladie... | Maître Chabert   | Maître Cayeux   | Juge Maillot   | Monsieur Braun       | -65% du patrimoine du couple -Pension alimentaire (8 000.- / mois) | - |
| 12  | Bellamy                              | Réconciliation des deux époux.                      | Barbara est transsexuelle. Elle demande le divorce car elle prétend que son mari a une maîtresse depuis qu'elle a refusé de partager un héritage avec lui. En fait, tout a été fomenté par la sœur de Barbara, maladivement jalouse. | Maître Cayeux    | Maître Chabert  | Juge Maillot   | Madame Bellamy       | | |
| 13  | Anvers                               | Divorce prononcé en faveur de Madame Anvers.        | Arnaud Anvers accuse sa femme, Murielle, d'être une malade mentale qui a essayé de le tuer. Le juge ne se laisse pas berner et confond ce trou duc qui cherchait à accaparer la fortune de sa femme. | Maître Roux      | Maître Perrot   | Juge Maillot   | Monsieur Anvers      | - Totalité du patrimoine du couple, dont la société de conseil fiscal fondé par son père | - Poursuite en justice |
| 14  | Devaux                               | Divorce prononcé aux torts partagés des deux époux. | Patricia Deveaux est en proie à une jalousie féroce envers son époux... | Maître Roux      | Maître Perrot   | Juge Maillot   | Madame Devaux        | - 50% du patrimoine du couple -Garde conjointe de l'enfant du couple | - 50% du patrimoine du couple -Garde conjointe de l'enfant du couple                                                                            |
| 15  | Gallonet                             | Divorce prononcé aux torts partagés des deux époux. | Jean-François Gallonet accuse sa femme Suzanne d'avoir traumatisé leur fille de neuf ans et d'avoir détruit leur mariage en décidant seule de faire don des organes de leur bébé mort-né. | Maître Kessler   | Maître Dumont   | Juge Martinaud | Monsieur Gallonet    | - 50% du patrimoine du couple -Garde de l'enfant en semaine -Pension alimentaire (8 000.- / mois) | - 50% du patrimoine du couple -Garde de l'enfant les week-ends et vacances scolaires                                                            |
| 16  | Garnier                              | Divorce prononcé en faveur de Monsieur Garnier.     | Christian Garnier, un célèbre animateur de radio locale et sa femme Anne, une employée dans le bâtiment, veulent mettre fin à leur mariage... | Maître Dumont    | Maître Kessler  | Juge Martinaud | Madame Garnier       | - 35% du patrimoine du couple -Droit de visite illimité | - 65% du patrimoine du couple -Garde de l'enfant                                                                                                |
| 17  | Stanet                               | Divorce prononcé en faveur de Monsieur Stanet.      | Hélène Stanet, qui dirige un commerce de vidéos, accuse et ne supporte plus de voir son mari, journaliste, consacrer tout son temps et toute son énergie à son travail. Afin de mieux accepter cette situation, elle envisage de suivre une thérapie de groupe... | Maître Laval     | Maître Monceau  | Juge Legrand   | Madame Stanet        | - Parts dans le magasin de videos | - Garde des enfants -Domicile conjugal |
| 18  | Ruchet                               | Réconciliation des deux époux.                      | Jean Ruchet quitte sa femme après quarante-deux ans de mariage et de bonheur apparent pour vivre le grand amour avec Juliette Guerau, qu'il connaît intimement depuis plus de cinquante ans... | Maître Monceau   | Maître Laval    | Juge Legrand   | Madame Ruchet        | - | - |
| 19  | Jeanot                               | Divorce prononcé en faveur de Madame Jeanot.        | Michel Jeanot soutient que sa femme est une nymphomane. Cette dernière accuse son mari d'être totalement dévoyé et de lui avoir fait subir des violences sexuelles. | Maître Forestier | Maître Auriol   | Juge Martinaud | Madame Jeanot        | - Conservation de la caravane -Pension alimentaire (3 500.- / mois) | - Poursuite en justice |
| 20  | Vignon                               | Divorce prononcé en faveur de Madame Vignon.        | Le couple Vignon dirige un réseau de minitel rose. Leurs exigences sexuelles respectives vont les séparer... | Maître Forestier | Maître Auriol   | Juge Martinaud | Monsieur Vignon      | - Domicile conjugal -50% des parts de la société dirigée par le couple -Pension alimentaire (5 000.- / mois) -suivi de sa thérapie (2 000.- / mois)                                                              | - 50% des parts de la société dirigée par le couple                                                                                             |
| 21  | Breteuil                             | Divorce prononcé en faveur de Madame Breteuil.      | Karine Breteuil a perdu du poids à la suite d'un régime et est persuadée d'avoir perdu l'amour de son mari qui aime les femmes opulentes. Elle l'accuse d'avoir une liaison avec Anita, l'imposante directrice de la société de prêt-à-porter spécialisée dans les grandes tailles pour laquelle il travaille...                                                                       | Maître Girard    | Maître Marchal  | Juge Martinaud | Madame Breteuil      | - Pension alimentaire (5 000.- / mois) - Domicile conjugal | - |
| 22  | Rambeaux                             | Réconciliation des deux époux.                      | Pour la septième fois consécutive, Paul et Yolande Rambeaux s'apprêtent à divorcer. En effet, ils ont de nombreuses liaisons extra conjugales et passent leur temps à se battre, malgré l'amour qu'ils éprouvent l'un pour l'autre. | Maître Girard    | Maître Marchal  | Juge Martinaud | Madame Rambeaux      | - 5 000.- d'amende infligé par le juge | - 5 000.- d'amende infligé par le juge |
| 23  | Lenôtre                              | Divorce prononcé en faveur de Monsieur Lenôtre.     | François Xavier Lenôtre est un ancien diplomate, reconverti dans l'enseignement. Il accuse sa femme d'avoir brisé sa carrière en lui faisant vivre un enfer lors de ses missions à l'étranger... | Maître Bardin    | Maître Roux     | Juge Maillot   | Monsieur Lenôtre     | - 40% du patrimoine du couple -Domicile conjugal | - 60% du patrimoine du couple -Totalité de sa collection d'art                                                                                  |
| 24  | Augier                               | Mariage annulé (femme soupçonnée de bigamie).       | Georges Augier accuse sa femme, rencontrée par l'intermédiaire d'une petite annonce, de l'avoir épousé par intérêt. Il se trouve que le prétendu frère de Madame Augier, qui s'est installé chez le couple est en vérité l'ex-mari de cette dernière. | Maître Bardin    | Maître Roux     | Juge Maillot   | Monsieur Augier      | - Poursuite en justice en cas de bigamie | - Restitution de ses livres dérobés par son épouse - 100 000.- de dommages et intérêts reçus de son épouse pour préjudice                       |
| 25  | Bachelet                             | Divorce prononcé en faveur de Monsieur Bachelet.    | Carole Bachelet, est une adepte de la guérison par la foi et membre d'une secte religieuse. Elle accuse son mari, membre d'un groupe de hard rock, d'avoir fait entrer le vice dans leur vie. Tous deux se disputent la garde de leur enfant de 6 ans... | Maître Raymond   | Maître Perrot   | Juge Martinaud | Madame Bachelet      | - Droit de visite illimité | - Domicile conjugal - Garde de l'enfant |
| 26  | Rouvel                               | Divorce prononcé en faveur de Madame Rouvel.        | Philippe Rouvel est le rédacteur en chef d'un journal dont Geneviève, sa femme est actionnaire. Il est pour l'autodéfense et en plus il a sombré dans l'alcoolisme. Ce couple a perdu leur fils lorsqu'il avait 18 ans et Geneviève Rouvel accuse son mari d'être responsable de cette tragédie. Rien ne va plus pour le couple...                                                     | Maître Raymond   | Maître Perrot   | Juge Martinaud | Madame Rouvel        | - Domicile conjugal - Pension alimentaire (5 000.- / mois) - 50% du produit de la vente de leur magazine | - 50% du produit de la vente de leur magazine                                                                                                   |
| 27  | Arnaud                               | Mariage annulé (femme bigame).                      | Marion et Frédéric Arnaud s’accusent mutuellement d’adultère avec des gens âgés et fortunés. L’irruption en pleine audience du premier mari de Mme Arnaud dont elle n’a jamais divorcé force le juge à l’assigner en justice pour bigamie et rendre nulle son union avec Frédéric. | Maître Kessler   | Maître Cayeux   | Juge Maillot   | Monsieur Arnaud      | - Pousuite en justice pour bigamie | - |
| 28  | Brunet                               | Divorce prononcé en faveur de Monsieur Brunet.      | Anne Brunet, coiffeuse aux pompes funèbres, accuse son mari d'avoir un appétit sexuel hors normes et d'avoir gâché leur vie de couple. | Maître Kessler   | Maître Cayeux   | Juge Maillot   | Madame Brunet        | - 80 000.- de remboursement par son mari pour l'installation du studio d'enregistrement | - Domicile conjugal -Garde de l'enfant -Propriété du studio d'enregistrement                                                                    |
| 29  | Galard                               | Divorce prononcé en faveur de Madame Galard.        | Julie Galard, assistante juridique, accuse son mari d'avoir physiquement abusé d'elle et de ses enfants. Olivier Galard, prétend que sa femme ment, pour cacher une relation avec son patron. | Maître Raymond   | Maître Marchal  | Juge Maillot   | Madame Gallard       | - Domicile conjugal - Garde des 2 enfants - Pension alimentaire (5 000.- / mois) | - Droit de visite tous les 15 jours si aucune plainte pour violence contre lui                                                                  |
| 30  | Leroux                               | Réconciliation des deux époux.                      | Denis Leroux affirme que son épouse, Marielle, qui a mis au monde un enfant noir, a eu une aventure avec leur domestique métis, cette dernière parvient néanmoins à prouver qu’elle a eu un ancêtre sénégalais et que le domestique qu’elle a engagé n’est autre que son frère. Réalisant qu’il est bien le père de l’enfant, Monsieur Leroux se réconcilie avec son épouse.           | Maître Raymond   | Maître Marchal  | Juge Maillot   | Monsieur Leroux      | - | - |
| 31  | Ducas                                | Divorce prononcé aux torts partagés des deux époux. | Après 22 ans de mariage, Jeanne Ducas, décoratrice d'intérieur, décide de divorcer car une vieille histoire d'adultère resurgit dans la vie de Paul, son mari. En effet, une jeune fille s'est présentée un beau matin en affirmant être la fille de Paul, issue d'une liaison extra-conjugale.                                                                                        | Maître Girard    | Maître Perrot   | Juge Martinaud | Madame Ducas         | - 50% du patrimoine du couple -Garde des enfants mineurs -Pension alimentaire (8 500.- / mois) | - 50% du patrimoine du couple |
| 32  | Cremer                               | Divorce prononcé en faveur de Madame Cremer.        | Guy Cremer est un clown-ventriloque qui se produit dans les maisons de retraite. Il accuse Line, sa femme, infirmière, de se droguer. | Maître Perrot    | Maître Girard   | Juge Martinaud | Monsieur Cremer      | - Domicile conjugal | - Poursuite en justice |
| 33  | Auber                                | Réconciliation des deux époux.                      | Marlise Auber, mannequin, demande le divorce. Elle affirme que son mari Laurent, fabricant de jouets pour enfants, a monté son fils de deux ans contre elle et qu'il a une aventure avec son assistante. | Maître Beller    | Maître Roux     | Juge Maillot   | Madame Auber         | - | - |
| 34  | Jardin                               | Divorce prononcé en faveur de Madame Jardin.        | Une comédienne affirme que son mari, auteur d'art dramatique, essaie de la faire passer pour folle en emménageant dans une maison hantée. | Maître Roux      | Maître Beller   | Juge Maillot   | Madame Jardin        | - Totalité du patrimoine du couple -75% du produit de la vente de leur maison | - |
| 35  | Dutois                               | Divorce prononcé aux torts partagés des deux époux. | Monsieur Dutois accuse sa jeune épouse de l’avoir traumatisé avec ses reptiles de compagnie, cette dernière prétend que son mari ne cesse de la rabaisser mentalement et la tromper avec une collègue de travail. | Maître Forestier | Maître Meyer    | Juge Martinaud | Monsieur Dutois      | - 50% du patrimoine du couple | - 50% du patrimoine du couple |
| 36  | Celier                               | Réconciliation des deux époux.                      | Mme Celier demande le divorce après 44 ans de mariage car son mari accumule les excès depuis un malaise cardiaque et l’accuse d’adultère. | Maître Forestier | Maître Meyer    | Juge Martinaud | Madame Celier        | - | - |
| 37  | André                                | Divorce prononcé en faveur de Madame André.         | Une femme se plaint que son époux, un chercheur, l'a utilisée comme cobaye et a failli la tuer. Le mari, lui, attaque son épouse, qui l'aurait trompé avec son assistant. | Maître Roux      | Maître Dumont   | Juge Maillot   | Madame André         | - 65% du patrimoine du couple | - 35% du patrimoine du couple |
| 38  | Renaud                               | Divorce prononcé aux torts partagés des deux époux. | Acteur raté et aigri, Nicolas Renaud travaille comme serveur quand il ne joue pas la comédie. Sa femme, Gisèle, ne supportant plus cette situation précaire, demande le divorce. | Maître Roux      | Maître Dumont   | Juge Maillot   |                      | - 50% du patrimoine du couple - Attribution du perroquet | - 50% du patrimoine du couple |
| 39  | Legrand                              | Réconciliation des deux époux.                      | Le juge Legrand est de retour au tribunal des divorces. Mais cette fois-ci en tant que client, sur un fauteuil roulant, et plus virulent que jamais ! | Maître Girard    | Maître Laval    | Juge Martinaud | Madame Legrand       | - | - |
| 40  | Pappas                               | Divorce prononcé en faveur de Monsieur Pappas.      | Sophia Pappas prétend que son époux boit, joue et la bat. De son côté, le mari accuse sa femme d'adultère. C'est en fin de compte leur fils qui va les départager. | Maître Girard    | Maître Laval    | Juge Martinaud | Madame Pappas        | - Droit de visite illimité | - Domicile conjugal -Restaurant -Garde des enfants - 50% du produit de la vente de la recette dérobée par l'épouse                              |
| 41  | Armand                               | Réconciliation des deux époux.                      | Mme Armand raconte à la cour qu'à l'issue d'une soirée bien arrosée avec un couple d'amis, elle a pratiqué avec son mari l'échangisme et que ce dernier continue à entretenir une liaison extraconjugale. | Maître Monceau   | Maître Beller   | Juge Martinaud | Madame Armand        | - | - Arrestation pour espionnage envers le gouvernement                                                                                            |
| 42  | Corneille                            | Divorce prononcé en faveur de Monsieur Corneille.   | Pierre Corneille est à la tête d'un important cabinet de recrutement. Il prétend que sa femme, professeur à l'université, entretient des relations extraconjugales avec plusieurs de ses collègues. Son épouse quant à elle refuse le divorce | Maître Monceau   | Maître Beller   | Juge Martinaud | Monsieur Corneille   | - 25% du patrimoine du couple | - 75% du patrimoine du couple - Cabinet de recrutement                                                                                          |
| 43  | Imbert                               | Réconciliation des deux époux.                      | Propriétaires d'une agence, Louis et Fabienne Imbert voyagent énormément. Fabienne Imbert demande le divorce car elle accuse son mari d'avoir une maîtresse dans chaque capitale. Ce dernier reproche à son épouse d'avoir une liaison avec leur chauffeur... | Maître Larrieu   | Maître Marchal  | Juge Maillot   | Madame Imbert        | - | - |
| 44  | Julien                               | Divorce prononcé en faveur de Madame Julien.        | Christine et François Julien jouent dans une série télévisée. Christine affirme que son mari ne fait pas la différence entre le monde de la télévision et la réalité. Elle demande le divorce. | Maître Larrieu   | Maître Marchal  | Juge Maillot   | Madame Julien        | - 75% du patrimoine du couple - Garde du fils cadet - Montant de la pension alimentaire dépendant de la garde du fils ainé                                                                                       | - 25% du patrimoine du couple |
| 45  | Chauvin                              | Divorce prononcé en faveur de Madame Chauvin.       | Corinne Chauvin dit être dotée d'un pouvoir surnaturel depuis sa plus tendre enfance. Elle a 30 ans et exerce le métier de voyante. Elle prétend que son mari a une liaison avec une inconnue. | Maître Roux      | Maître Villiers | Juge Maillot   | Madame Chauvin       | - 65% du patrimoine du couple - Pension alimentaire (10 000.- / mois) | - 35% du patrimoine du couple -Amende de 5 000.- pour outrage au tribunal                                                                       |
| 46  | Vandame                              | Divorce prononcé aux torts partagés des deux époux. | Henri Vandame, maître d'hôtel au service d'une riche famille demande le divorce. Il reproche à sa femme d'avoir une liaison avec le fils de la maison. | Maître Roux      | Maître Villiers | Juge Maillot   | Monsieur Vandame     | - 50% du patrimoine du couple | - 50% du patrimoine du couple |
| 47  | Adam                                 | Divorce prononcé en faveur de Madame Adam.          | Alexandre Adam s'éprend d'une jeune sportive. Virginie, son épouse, a une liaison avec l'entraîneur d'un club. Elle accuse son mari de l'avoir «troquée» contre la jeune fille. | Maître Forestier | Maître Dumont   | Juge Martinaud | Madame Adam          | - 75% du patrimoine du couple -Pension alimentaire (5 000.- / mois) | - 25% du patrimoine du couple - 2 000.- d'amende pour outrage à magistrat                                                                       |
| 48  | Montplaisir                          | Divorce prononcé en faveur de Madame Montplaisir.   | Justin Montplaisir est conducteur de poids lourds. Il est persuadé que sa femme le trompe avec un agent de la police routière. | Maître Forestier | Maître Dumont   | Juge Martinaud | Monsieur Montplaisir | - Propriété du camion - 60% du patrimoine du couple | - 40% du patrimoine du couple - 5 000.- d'amende pour insulte à magistrat                                                                       |
| 49  | Lecomte                              | Divorce prononcé aux torts partagés des deux époux. | Monsieur Lecomte accuse sa femme d'avoir commis l'adultère ainsi que de se droguer, celle ci prétend que ce dernier la maltraite et que son organisme a développé une allergie à son mari. | Maître Laval     | Maître Meyer    | Juge Maillot   | Madame Lecomte       | - 50% du patrimoine du couple | - 50% du patrimoine du couple |
| 50  | Debray                               | Divorce prononcé en faveur de Madame Debray.        | Nathalie Debray est demanderesse dans l'affaire suivante : elle accuse son jeune mari de l'avoir dépossédée en l'obligeant à signer un acte de séparation de biens. | Maître Meyer     | Maître Laval    | Juge Maillot   | Madame Debray        | - Biens personnels représentant la quasi-totalité du couple - 50% du produit de la négociation de la charge d'agent de change de l'époux                                                                         | - 10 000.- d'amende pour parjure |
| 51  | Garcin                               | Divorce prononcé en faveur de Madame Garcin.        | Arthur Garcin, comédien et chanteur, a fait autrefois équipe avec Paul Didier, un comique de talent. Au moment de son mariage, il a dû faire un choix entre sa femme et son partenaire. Trente deux ans après, lors du retour de Paul Didier, sa femme demande le divorce | Maître Raymond   | Maître Villiers | Juge Maillot   | Madame Garcin        | - 65% du patrimoine du couple -Pension alimentaire (12 500.- / mois) | - 35% du patrimoine du couple |
| 52  | De Laclos-Saint-Saëns                | Divorce prononcé en faveur de Monsieur Saint-Saëns. | Inès De Laclos accuse son mari d'avoir une vie extra-conjugale très agitée et d'être homosexuel. | Maître Raymond   | Maître Villiers | Juge Maillot   | Madame De Laclos     | - 25% du patrimoine du couple - Poursuite en justice pour escroquerie et parjure | - 75% du patrimoine du couple |
| 53  | Nouveau                              | Garde attribuée en faveur de Monsieur Nouveau.      | Madame Nouveau, déjà divorcée de Monsieur Nouveau, réclame la garde de la fille adolescente de son ex-mari, sous le prétexte que celui-ci souhaite changer de sexe. | Maître Girard    | Maître Marchal  | Juge Martinaud | Madame Nouveau       | - | - |
| 54  | Marin                                | Divorce prononcé aux torts partagés des deux époux. | Tout au long de ses cinquante années de mariage, Monsieur Marin a travaillé d'arrache-pied pour satisfaire les goûts de luxe de sa femme... Aujourd'hui, il craque et demande le divorce. | Maître Girard    | Maître Marchal  | Juge Martinaud | Monsieur Marin       | - 50% du patrimoine du couple - Pension alimentaire (1 000.- / mois) -Domicile conjugal | - 50% du patrimoine du couple |
| 55  | Courtois                             | Divorce prononcé en faveur de Madame Courtois.      | Monsieur Courtois, pilote d'hélicoptère affirme que sa femme, danseuse, se livre à la prostitution. Cette dernière affirme au contraire que son mari l'a trompée, humiliée et contrainte à se prostituer. | Maître Bardin    | Maître Perrot   | Juge Maillot   | Monsieur Courtois    | - Domicile conjugal -75% du patrimoine du couple - Pension alimentaire (5 000.- / mois pendant 3 ans) | - 25% du patrimoine du couple |
| 56  | Vincent                              | Divorce prononcé aux torts partagés des deux époux. | Madame Vincent, psychologue, demande le divorce car son mariage est un échec. Mais, tout comme son mari, également psychologue, elle désire la garde de leurs deux enfants. Les deux époux ont des visions extrêmement différentes sur l'éducation et ne savent plus gérer leurs filles en pleine crise d'adolescence et qui débarquent au tribunal vêtues en punk rose et vert fluo ! | Maître Bardin    | Maître Perrot   | Juge Maillot   | Madame Vincent       | - 50% du patrimoine du couple -Garde des enfants en semaine et droit de visite illimité les autres périodes | - 50% du patrimoine du couple -Garde des enfants les week-ends et vacances scolaires et droit de visite illimité en semaine                     |
| 57  | Couture                              | Divorce prononcé en faveur de Madame Couture.       | Monsieur Couture est teinturier. À la suite d'une attaque à main armée dont il a été victime, celui-ci est considéré comme un héros pour avoir osé intervenir et mettre fin au brigandage. Il accuse sa femme, motocycliste, d'être jalouse. Celle-ci affirme que l'acte héroïque de son mari lui est monté à la tête.                                                                 | Maître Forestier | Maître Dumont   | Juge Maillot   | Monsieur Couture     | - 60% du patrimoine du couple - Pension alimentaire (5 000.- / mois) | - 40% du patrimoine du couple |
| 58  | Silvera                              | Divorce prononcé en faveur de Madame Silvera.       | Julie Silvera est une ancienne agent de change, âgée d'une trentaine d'années. Elle accuse son mari Victor d'entretenir une liaison avec la mère porteuse de leur enfant. | Maître Forestier | Maître Dumont   | Juge Maillot   | Madame Silvera       | - 95% du patrimoine du couple - 200 000.- de prestations compensatoires | - 5% du patrimoine du couple - 10 000.- d'amende pour parjure                                                                                   |
| 59  | Riquet                               | Divorce prononcé en faveur de Madame Riquet.        | Madame Riquet est une femme très généreuse. Elle est allée jusqu'à engager un ex détenu, et ce contre l'avis de son mari. Leur petite fille de dix ans a été violée, l'homme innocenté. A tort ? | Maître Girard    | Maître Villiers | Juge Martinaud | Monsieur Riquet      | - 80% du patrimoine du couple - Garde exclusive de l'enfant | - 20% du patrimoine du couple - Arrestation pour viol sur son enfant                                                                            |
| 60  | Brion                                | Divorce prononcé en faveur de Monsieur Brion.       | Alice Brion est une jeune banquière qui est persuadée que son mari, jaloux de son succès et de son indépendance, la trompe avec une jeune femme de 20 ans. | Maître Girard    | Maître Villiers | Juge Martinaud | Madame Brion         | - 50% du patrimoine du couple | - 50% du patrimoine du couple |
| 61  | Durou                                | Divorce prononcé en faveur de Madame Durou.         | Lionel Durou, vendeur de matelas, accuse sa femme qui s'adonne au spiritisme, de profiter de ses dons pour séduire ses clients... | Maître Raymond   | Maître Marchal  | Juge Maillot   | Monsieur Durou       | - 60% du patrimoine du couple | - 40% du patrimoine du couple - Domicile conjugal                                                                                               |
| 62  | Lindet                               | Divorce prononcé aux torts partagés des deux époux. | Monsieur Lindet reproche à sa femme de déserter le domicile conjugal et d'avoir une nette préférence pour Sultan, leur chien. Mme Lindet accuse son mari d'avoir tenté d'empoisonner l'animal. | Maître Raymond   | Maître Marchal  | Juge Maillot   | Monsieur Lindet      | - Garde du chien | - |
| 63  | Savouret                             | Divorce prononcé en faveur de Monsieur Savouret.    | Victoria Savouret est mariée à Pierre, un illusionniste. Elle affirme que son mari sort des maîtresses de son chapeau... | Maître Laval     | Maître Auriol   | Juge Martinaud | Monsieur Savouret    | - 50% du patrimoine du couple - Pension alimentaire (5 000.- / mois pendant 1 an) | - Domicile conjugal - 50% du patrimoine du couple                                                                                               |
| 64  | Jolin                                | Divorce prononcé aux torts partagés des deux époux. | Vincent Jolin est un pêcheur. Sa femme Monique prétend qu'il lui a acheté un magasin de souvenirs pour l'occuper pendant qu'il emmène des jeunes femmes à bord de son bateau... Il nie farouchement et prétend que c'est sa femme qui l'a totalement délaissé... | Maître Auriol    | Maître Laval    | Juge Martinaud | Madame Jolin         | - Magasin | - Domicile conjugal |
| 65  | Delaunay                             | Divorce prononcé aux torts partagés des deux époux. | Julien Delaunay aide sa femme, qui veut devenir top model, à constituer son press-book. Elle accuse son mari de l'avoir dupée en lui faisant faire des photos tendancieuses qu'il a vendues ensuite à des journaux pornographiques. | Maître Girard    | Maître Perrot   | Juge Maillot   | Madame Delaunay      | - 40% du patrimoine du couple | - 60% du patrimoine du couple |
| 66  | Caron                                | Divorce prononcé aux torts partagés des deux époux. | Hélène Caron accuse son mari, ex-champion de ski, d'être devenu amer après avoir abandonné la compétition et de vivre, depuis, dans la débauche en multipliant les conquêtes féminines.. | Maître Girard    | Maître Perrot   | Juge Maillot   | Madame Caron         | - 50% du patrimoine du couple | - 50% du patrimoine du couple |
| 67  | Lecourbe                             | Divorce prononcé en faveur de Monsieur Lecourbe.    | Adrien Lecourbe est un retraité s'étant lancé dans la collection d'objets anciens. Il n'a pas hésiter à héberger deux de ses amis lorsque ceux-ci ont eu besoin d'aide.. Son épouse, elle, fait tout pour vivre avec son temps. | Maître Forestier | Maître Roux     | Juge François  | Madame Lecourbe      | - 40% du patrimoine du couple | - 60% du patrimoine du couple - Domicile conjugal                                                                                               |
| 68  | Caumont                              | Réconciliation des deux époux.                      | Georges, issu d'un milieu bourgeois, s'est marié avec une jeune fille de famille modeste. Flora Caumont, la riche grand-mère, essaye de briser le mariage de son petit-fils. | Maître Forestier | Maître Roux     | Juge François  | Madame Caumont       | - | - |
| 69  | Lang                                 | Le juge sursoit prononcer le divorce.               | Edmond Lang est directeur d'un camp de nudistes pour retraités. Il accuse sa femme de refuser d'avoir une vie de couple normale avec lui parce qu'elle le trompe avec un "tatoueur". | Maître Girard    | Maître Durieux  | Juge Bessière  | Monsieur Lang        | - 75% du patrimoine du couple et 4 000.- de pension alimentaire pendant 2 ans si le divorce a eu lieu | - 25% du patrimoine du couple si le divorce a eu lieu                                                                                           |
| 70  | Grenelle                             | Divorce prononcé en faveur de Madame Grenelle.      | Alain Grenelle, entrepreneur, ne supporte plus la présence sous son toit de son fils de 30 ans, que Annie Grenelle ne cesse de protéger. Il accuse cette dernière de traiter leur fils comme un enfant et d'en faire un assisté incapable de se prendre en charge et de se conduire en adulte.                                                                                         | Maître Girard    | Maître Durieux  | Juge Bessière  | Monsieur Grenelle    | - Totalité du patrimoine du couple - Pension alimentaire (10 000.- / mois) à vie | - |
| 71  | Belfort                              | Réconciliation des deux époux.                      | Paul Belfort, est employé dans une agence de prêts et de recouvrements. Dominique, sa femme, que la particularité de son mari avait tout d'abord séduite, invoque aujourd'hui cette même particularité pour demander le divorce : son mari Belfort se prend pour un vampire... | Maître Lefèvre   | Maître Laval    | Juge François  | Madame Belfort       | - | - |
| 72  | Duchesne                             | Divorce prononcé en faveur de Madame Duchesne.      | Monsieur et Madame Duchesne sont propriétaires d'une fabrique de glaces. Madame Duchesne reproche à son mari de passer ses journées avec les nouvelles et jeunes servantes ainsi que de ne pas prendre soin de leur fille, en lui faisant manger des glaces alors qu'elle est en surpoids.                                                                                             | Maître Lefèvre   | Maître Laval    | Juge François  | Monsieur Duchesne    | - 60% du patrimoine du couple - Domicile conjugal - Fabrique de glaces - Garde des 2 jumeaux - Pension alimentaire (2 500.- / mois par enfant, soit 5 000.- mensuels) jusqu'à la fin des études de leurs jumeaux | - 40% du patrimoine du couple |
| 73  | Lagrange                             | Divorce prononcé en faveur de Madame Lagrange.      | Mélanie Lagrange a passé son enfance dans le monde de l'agriculture. Dégoûtée pour toujours de ce mode de vie, elle croyait en être débarrassée à tout jamais. Las pour elle, son mari a décidé de se lancer comme agriculteur ! Elle demande le divorce. | Maître Roux      | Maître Marchal  | Juge Bessière  | Madame Lagrange      | - 75% du patrimoine du couple | - 25% du patrimoine du couple |
| 74  | Picard                               | Le juge sursoit prononcer le divorce.               | Jérôme Picard pourrait être un homme comblé, il a un travail qui lui plaît et une jolie jeune femme avec une voix tonitruante et insoutenable. Mais sa femme, sous prétexte d'une peur de cafard, impose à son mari ainsi qu'à leur fils de nouvelles conditions de vie. Il demande donc le divorce.                                                                                   | Maître Roux      | Maître Marchal  | Juge Bessière  | Monsieur Picard      | - Pension alimentaire provisoire (5 000.- / mois pendant 6 mois) | - Garde de l'enfant pendant 6 mois |
| 75  | Joseph                               | Divorce prononcé en faveur de Madame Joseph.        | Rachelle Joseph était déjà très séduisante mais sans doute pas assez au goût de son mari : usant de ses talents de chirurgien esthétique de grand renom, il l'a littéralement métamorphosée, pour lui donner les traits, Rachelle Joseph en est convaincue, d'une femme dont il était amoureux fou et qui l'a abandonné.                                                               | Maître Leclerc   | Maître Marchal  | Juge Bessière  | Madame Joseph        | - Domicile conjugal - 60% du patrimoine du couple - Pension alimentaire (10 000.- / mois) | - 40% du patrimoine du couple - Poursuite en justice pour violation du code déontologique de la profession                                      |
| 76  | Fougeret                             | Divorce prononcé en faveur de Monsieur Fougeret.    | Présentateur météo, Monsieur Fougeret est un pitre ; et c'est grâce à ses dons de clown qu'il a séduit les téléspectateurs. Ces derniers lui sont restés fidèles. Quant à sa femme, Anne Fougeret, une présentatrice de télévision, elle demande le divorce contre son mari. Elle trouve que ses "singeries" à l'antenne vont trop loin.                                               | Maître Leclerc   | Maître Marchal  | Juge Bessière  | Madame Fougeret      | - 25% du patrimoine du couple | - 75% du patrimoine du couple - Domicile conjugal                                                                                               |
| 77  | Allard                               | Divorce prononcé aux torts partagés des deux époux. | La femme du dompteur de lion, Grégory Allard dénonce la cruauté mentale et la violence de son mari. Elle l'accuse de l'avoir obligée à signer des papiers d'un soi-disant accord mutuel. Ils se battent pour la garde de leur fils Sébastien, 8 ans et s'accusent mutuellement de risquer la vie de l'enfant.                                                                          | Maître Dumont    | Maître Roux     | Juge François  | Madame Allard        | - Garde de l'enfant - Pension alimentaire (5 000.- / mois) jusqu'à majorité de l'enfant - 50% du patrimoine du couple                                                                                            | - Droit de visite en usage - 50% du patrimoine du couple                                                                                        |
| 78  | Baron                                | Divorce prononcé en faveur de Monsieur Baron.       | Madame Baron prétendant que son mari entretient plusieurs liaisons et demande le divorce. | Maître Dumont    | Maître Roux     | Juge François  | Madame Baron         | - 25% du patrimoine du couple -Poursuite en justice pour parjure | - 75% du patrimoine du couple - Domicile conjugal                                                                                               |
| 79  | Guérin                               | Divorce prononcé aux torts partagés des deux époux. | Hervé Guérin est un auteur de romans de science-fiction. Il est convaincu d'avoir été enlevé par des extraterrestres et emmené sur la planète Vénus. Sa femme est excédée par ses propos et demande le divorce. | Maître Forestier | Maître Durieux  | Juge Bessière  | Madame Guérin        | - 50% du patrimoine du couple - Droit de visite illimité | - Garde des enfants - Domicile conjugal - 50% du patrimoine du couple                                                                           |
| 80  | Pommier                              | Divorce prononcé aux torts partagés des deux époux. | Rosa Pommier est professeur de danse. Elle demande le divorce car elle ne supporte plus que Lucien, son mari fasse des dépenses inconsidérées pour rivaliser avec le voisin dont il est jaloux. | Maître Forestier | Maître Durieux  | Juge Bessière  | Madame Pommier       | - 50% du patrimoine du couple | - 50% du patrimoine du couple |
| 81  | Laurier                              | Divorce prononcé en faveur de Monsieur Laurier.     | Marie Laurier est à la tête d'une grande société de parfumerie. Elle est intelligente, travailleuse, déterminée et vive. Elle prétend que son mari et associé est homosexuel. | Maître Laval     | Maître Roux     | Juge François  | Madame Laurier       | - 25% du patrimoine du couple | - 75% du patrimoine du couple -150 000.- de dommages et intérêts versés par son épouse pour diffamation                                         |
| 82  | Lambert                              | Divorce prononcé en faveur de Madame Lambert.       | Michel Lambert, rédacteur en chef d'un journal de Province, affirme que sa femme s'est lassée de lui et qu'elle s'est mise à faire des massages thaïlandais pour gagner de l'argent. | Maître Roux      | Maître Laval    | Juge François  | Monsieur Lambert     | - 75% du patrimoine du couple - Domicile conjugal - Prestation compensatoire (8 500.- / mois) sous forme de rente                                                                                                | - 25% du patrimoine du couple |
| 83  | Gajeur                               | Divorce prononcé aux torts partagés des deux époux. | Solange Gajeur était trapéziste mais un accident du travail l'a contrainte à arrêter cette activité. Elle accuse son mari, Martin Gajeur alias "Monsieur Loyal" d'avoir une liaison avec la propriétaire du cirque, mais il se défend en assurant que sa femme, d'une jalousie maladive, lui a causé d'énormes problèmes avec les autres artistes du cirque.                           | Maître Girard    | Maître Dumont   | Juge Bessière  | Madame Gajeur        | - 50% du patrimoine du couple | - 50% du patrimoine du couple |
| 84  | Cordier                              | Divorce prononcé en faveur de Madame Cordier.       | Georges Cordier, propriétaire d'une boutique d'animaux, accuse sa femme d'avoir transformé leur appartement en véritable zoo. Mais Lola Cordier reproche à son mari de l'avoir trompée et de considérer les animaux exclusivement comme une source de revenus... | Maître Girard    | Maître Dumont   | Juge Bessière  | Monsieur Cordier     | - 50% du produit de la vente du magasin de Monsieur Cordier - Domicile conjugal - Break | - 50% du produit de la vente de son magasin - Fourgonette                                                                                       |
| 85  | Lamotte                              | Divorce prononcé en faveur de Monsieur Lamotte.     | Grégory Lamotte a épousé une jeune femme douce et fragile, en quête de réconfort. Sa femme prétend que Grégory la trompe. | Maître Marchal   | Maître Bardin   | Juge Bessière  | Madame Lamotte       | - 30% du patrimoine du couple - Pension alimentaire (4 000.- / mois pendant 1 an) | - 70% du patrimoine du couple |
| 86  | Renard                               | Divorce prononcé en faveur de Monsieur Renard.      | Clément Renard, entraîneur de chevaux de courses, accuse sa femme de ne l'avoir épousé que pour mieux le manipuler et l'humilier. | Maître Bardin    | Maître Marchal  | Juge Bessière  | Monsieur Renard      | - Patrimoine du couple | - Garde des 2 chevaux |
| 87  | Dante                                | Divorce prononcé en faveur de Madame Dante.         | Mélanie Dante, une riche héritière, a abandonné une vie aisée et citadine pour épouser un campagnard. Elle demande le divorce car elle reproche à son mari, non seulement de l'avoir exilée, mais aussi de l'avoir trompée et maltraitée. | Maître Forestier | Maître Villiers | Juge François  | Madame Dante         | - Domicile conjugal | - Ferme, terre et équipements pour l'élévage du ver à soie                                                                                      |
| 88  | Potier                               | Divorce prononcé en faveur de Madame Potier.        | La conservatrice d'une bibliothèque reproche à son mari, imprimeur, de ne l'avoir épousée que pour pouvoir exploiter ce fonds sans risques. Il contre-attaque en prétendant que c'est elle qui l'a poussé par appât du gain et son penchant pour la volupté. | Maître Forestier | Maître Villiers | Juge François  | Madame Potier        | - Domicile conjugal - 50% du produit de la vente des oeuvres d'art et les meubles | - 50% du produit de la vente des oeuvres d'art et les meubles                                                                                   |
| 89  | Dubas                                | Divorce prononcé en faveur de Monsieur Dubas.       | Antoine Dubas, peintre de renom, est tombé amoureux fou de son modèle. Il l'épouse et, très vite, les murs de leur maison se couvrent des portraits de la belle. Celle-ci accuse son mari peintre de l'avoir abusivement obligée à poser pendant des années, pour finalement l'abandonner au profit de son nouveau modèle dont il a fait sa maîtresse.                                 | Maître Roux      | Maître Dumont   | Juge Bessière  | Madame Dubas         | - Prise en charge de son traitement par son époux | - Totalité du patrimoine du couple - Domicile conjugal                                                                                          |
| 90  | Charpentier                          | Divorce prononcé en faveur de Madame Charpentier.   | Travaillant tous deux pour le compte d'une compagnie pétrolière comme géologue, Henry Charpentier est technicien pétrolier et sa femme Julie est géologue. Julie Charpentier accuse son mari d'avoir eu une aventure avec une Esquimaude pendant qu'il travaillait en Alaska. | Maître Roux      | Maître Dumont   | Juge Bessière  | Madame Charpentier   | - 60% du patrimoine du couple | - 40% du patrimoine du couple |
| 91  | Dumoulin                             | Divorce prononcé en faveur de Monsieur Dumoulin.    | Pierre Dumoulin affirme que sa femme Sabine ne l'a épousé que pour son argent. Il l'accuse de l'avoir trompé et demande le divorce pour cruauté mentale. | Maître Marchal   | Maître Vaneau   | Juge François  | Monsieur Dumoulin    | - 25% du patrimoine du couple | - 75% du patrimoine du couple - Domicile conjugal - Biens immobiliers avant son mariage conservés - Librairie vendue à son profit               |
| 92  | Jarrige                              | Divorce prononcé en faveur de Madame Jarrige.       | Après 37 ans de mariage, Andrée Jarrige, l'épouse d'un boulanger, devient une femme libérée et veut quitter son mari. | Maître Vaneau    | Maître Marchal  | Juge François  | Madame Jarrige       | - 50% du produit de la vente de la boulangerie du mari -50% des bénéfices de l'affaire avant la vente de la boulangerie - 50% du patrimoine du couple                                                            | - 50% du produit de la vente de sa boulangerie - 50% du patrimoine du couple - Poursuite en justice pour arrangements frauduleux avec son frère |
| 93  | Perrin                               | Divorce prononcé en faveur de Madame Perrin.        | Tous deux travaillent pour le même journal. Nicolas Perrin rêvait du poste de rédacteur en chef. C'est sa femme Gaëlle qui l'a décroché. Un an après, il se retrouve au chômage et son épouse demande le divorce. En effet, elle reproche à son mari de la tenir pour responsable de la perte de son emploi et de lui mener une vie d'enfer.                                           |                  |                 |                |                      | | |
| 94  | Tatin                                | Divorce prononcé en faveur de Madame Tatin.         | Marc Tatin, jeune homme de très bonne famille, a épousé une serveuse de café sans tenir compte des réticences de Marguerite Tatin, sa mère. Aujourd'hui, celle-ci savoure sa revanche : seulement dix mois après son mariage, Marc Tatin demande le divorce car il accuse sa femme de l'avoir berné, de n'en vouloir qu'à sa fortune...                                                |                  |                 |                |                      | | |
| 95  | Landon                               | Divorce prononcé aux torts partagés des deux époux. | Martin Landon, trompettiste de jazz reconnu, a épousé trois ans auparavant sa plus fervente admiratrice. Il demande aujourd'hui le divorce car il accuse sa femme de violence physique et de cruauté mentale. Cette dernière contre-attaque en l'accusant d'adultère avec de nombreuses autres admiratrices...                                                                         |                  |                 |                |                      | | |
| 96  | Chaumet                              | Divorce prononcé aux torts partagés des deux époux. | Serveuse dans un restaurant, Sophie Chaumet a épousé un routier. Ensemble, ils ont créé une société de déménagement et sont devenus associés à parts égales. Mais leurs conceptions respectives du couple sont très différentes. En effet, Sophie Chaumet accuse son mari de l'empêcher de toucher ses bénéfices. Lui se défend en affirmant que sa femme le trompe ouvertement.       |                  |                 |                |                      | | |
| 97  | Léger                                | Divorce prononcé en faveur de Madame Léger.         | Delphine Léger est sexologue, son mari est vétérinaire. Il est convaincu qu'elle couche avec ses clients. Elle l'accuse de torturer ses animaux. |                  |                 |                |                      | | |
| 98  | Marena                               | Divorce prononcé aux torts partagés des deux époux. | Carmen Marena, danseuse de flamenco vedette dans le club de son mari, n'est pas contente du tout : depuis que Joseph Marena a ramené d'Espagne une superbe danseuse, Lolita, Carmen n'a plus sa place ni sur scène, ni dans le lit de son mari... Elle demande le divorce en accusant son mari d'adultère...                                                                           |                  |                 |                |                      | | |
| 99  | Deroche                              | Réconciliation des deux époux.                      | Valérie Deroche, 20 ans, n'avait pas revu son père depuis l'âge de 10 ans lorsque celui-ci est brutalement réapparu dans sa vie ; pour lui apprendre qu'il est aussi le père de Serge Deroche, qu'elle vient d'épouser. Elle demande le divorce après la découverte une semaine après son mariage que son mari était son demi-frère...                                                 |                  |                 |                |                      | | |
| 100 | Becker (La 100ème de Cas de divorce) | Divorce prononcé aux torts partagés des deux époux. | Julie Becker était call-girl et Adrien Becker était comptable. Elle a été très agréablement surprise quand il lui a demandé sa main. Et très déçue quand il lui a suggéré de reprendre son ancien métier, pour arranger ses affaires. Mais Adrien Becker demande le divorce car il accuse sa femme de l'avoir trompé à maintes reprises et cela pour de l'argent !                     |                  |                 |                |                      | | |
| 101 | Fortier                              | Divorce prononcé en faveur de Madame Fortier.       | Isabelle Fortier, catholique fervente, a épousé un ancien prêtre. Elle demande le divorce car son mari est homosexuel... |                  |                 |                |                      | | |
| 102 | Sanchez                              | Réconciliation des deux époux.                      | Claire Sanchez, 49 ans, bourgeoise, est veuve. Elle a été séduite par Emile, un jeune ouvrier d'origine espagnole, de vingt-trois ans son cadet. Mais il s'avère que beaucoup de gens n'acceptent pas qu'elle se remarie, notamment son fils... |                  |                 |                |                      | | |
| 103 | Lestrier                             | Divorce prononcé aux torts partagés des deux époux. | Sophie Lestrier, d'origine paysanne, a toujours voulu faire partie de "la Haute". Elle y est parvenue, mais à quel prix ! Une vieille demeure en ruine accolée à une morgue, et pour couronner le tout, une belle-famille on ne peut plus macabre. Elle accuse en plus son mari de l'avoir brutalisée et violée.                                                                       |                  |                 |                |                      | | |
| 104 | Boulard                              | Divorce prononcé aux torts partagés des deux époux. | Denis Boulard, patron d'une chaîne de restauration rapide à base de poulet, s'est entouré d'une équipe de jeunes vendeuses qui ont très vite fait de l'ombre à sa femme. Celle-ci est devenue modèle d'un jeune sculpteur. |                  |                 |                |                      | | |
| 105 | Senan                                | Divorce prononcé aux torts partagés des deux époux. | Joseph Senan, un riche financier, demande le divorce. Il est marié depuis dix ans et prétend avoir surpris sa femme en flagrant délit d'adultère avec le jardinier... |                  |                 |                |                      | | |
| 106 | Sandrin                              | Divorce prononcé en faveur de Madame Sandrin.       | Claudine Sandrin est allergique à un grand nombre d'aliments. Elle accuse son mari, biochimiste, de profiter de ses allergies... |                  |                 |                |                      | | |
| 107 | Dartois                              | Divorce prononcé aux torts partagés des deux époux. | De son premier mariage, madame Dartois a hérité d'une grosse somme d'argent, qui devait lui permettre d'élever son fils Julien. Mais les activités de son mari l'ont privée de son argent et ont failli coûter la vie de l'enfant... Elle demande le divorce... |                  |                 |                |                      | | |
| 108 | Henry                                | Mariage annulé (homme bigame).                      | Surprise par la grande complicité qui existe entre son mari et sa femme de ménage, Corinne Henry a fini par apprendre que leur employée est aussi la première femme de son époux et demande le divorce. |                  |                 |                |                      | | |
| 109 | Vernet                               | Divorce prononcé aux torts partagés des deux époux. | Pierre Vernet est steward dans des croisières de luxe. Son épouse, agent de tourisme, a elle aussi souvent l'occasion de voyager... |                  |                 |                |                      | | |
| 110 | Blondin                              | Divorce prononcé en faveur de Monsieur Blondin.     | Olivier et Anne Blondin désiraient un enfant à tout prix. Pourtant, l'adoption d'un bébé va les mener au divorce, lorsqu'après trois ans de bonheur, la véritable mère de l'enfant se manifeste... |                  |                 |                |                      | | |
| 111 | Maillard                             | Divorce prononcé aux torts partagés des deux époux. | Jean Maillard, écrivain et professeur d'art dramatique, demande la divorce pour adultère. Sa femme contre-attaque en invoquant sa cruauté mentale et physique... |                  |                 |                |                      | | |
| 112 | Leroy                                | Divorce prononcé en faveur de Monsieur Leroy.       | David Leroy a épousé une femme pilote de course. Et il le regrette amèrement : selon lui, elle a mis la vie de leur fille en danger à plusieurs reprises et elle entretient de nombreuses liaisons avec des pilotes de course masculins. Mais sa femme se défend en accusant son époux de nuire à sa carrière...                                                                       |                  |                 |                |                      | | |
| 113 | Lamarre                              | Divorce prononcé aux torts partagés des deux époux. | Lucien Lamarre demande le divorce: il reproche à son épouse de le traiter comme l'enfant qu'elle n'a pas pu lui donner... |                  |                 |                |                      | | |
| 114 | Faure                                | Réconciliation des deux époux.                      | Alain Faure est un professeur de botanique qui a hérité d'une immense fortune. Marié à Brigitte, une jeune diplômée, il demande le divorce. Il l'accuse d'avoir une relation avec son neveu Marc Rivière. |                  |                 |                |                      | | |
| 115 | Bellini                              | Divorce prononcé en faveur de Madame Bellini.       | La comtesse Bellini demande le divorce contre son mari, le Conte Bellini après avoir appris que son noble époux était totalement ruiné. |                  |                 |                |                      | | |
| 116 | Charlet                              | Réconciliation des deux époux.                      | Tous deux très jeunes, ils sont mariés depuis à peine sept mois. Régis et Florence Charlet, un comédien et une hôtesse de l'air, demandent le divorce. Chacun reproche à l'autre de ne pas être à la hauteur sur le plan sexuel. |                  |                 |                |                      | | |
| 117 | Joffrin                              | Divorce prononcé en faveur de Monsieur Joffrin.     | Militaire de carrière, Francis Joffrin n'a pas pu se faire à la vie civile. Alors, il est parti faire le mercenaire en Afrique. Le croyant mort, sa femme a refait sa vie. Seulement voilà : après huit ans d'absence, il est de retour... |                  |                 |                |                      | | |
| 118 | Ferraut-Duliège                      | Divorce prononcé en faveur de Madame Ferraut.       | Constance Ferraut et Léon Duliège, deux géants du théâtre de la vieille école,demandent le divorce. |                  |                 |                |                      | | |
| 119 | Lamy                                 | Divorce prononcé en faveur de Madame Lamy.          | Odile Lamy demande le divorce car elle accuse son mari de l'avoir contrainte, dans l'espoir de voir naître un garçon, à avoir un neuvième enfant alors qu'ils avaient déjà huit filles. Elle lui reproche de l'avoir ensuite abandonnée pour une jeune et jolie femme... |                  |                 |                |                      | | |
| 120 | Bertin                               | Divorce prononcé aux torts partagés des deux époux. | Nadine Bertin demande le divorce pour adultère. Son mari contre-attaque en l'accusant de cruauté mentale... |                  |                 |                |                      | | |
| 121 | Clément                              | Divorce prononcé en faveur de Monsieur Clément.     | Bernard Clément accuse sa femme d'entretenir une liaison avec son fils de dix-huit ans. Nadine Clément dément formellement et reproche à son mari d'avoir une peur maladive de vieillir qui le pousse à imaginer des situations invraisemblables... |                  |                 |                |                      | | |
| 122 | Léonard                              | Divorce prononcé en faveur de Monsieur Léonard.     | Claude Léonard est pilote de ligne ; il demande le divorce car sa femme, chef pâtissière, prétend que ses problèmes cardiaques l'empêchent d'avoir des relations sexuelles avec lui... |                  |                 |                |                      | | |
| 123 | Pujol                                | Divorce prononcé en faveur de Madame Pujol.         | Un chauffeur de car demande le divorce car il reproche à sa femme de feindre une grave maladie pour avoir plus d'emprise sur lui. Cette dernière se défend en prétendant qu'elle est réellement souffrante et que l'indifférence de son mari n'a fait qu'aggraver ses problèmes... |                  |                 |                |                      | | |
| 124 | Morel                                | Divorce prononcé en faveur de Monsieur Morel.       | Eric Morel, un restaurateur, demande le divorce car il accuse sa femme d'adultère. Celle-ci se défend en niant et en prétendant que sont les ronflements de son mari qui l'ont éloignée de lui... |                  |                 |                |                      | | |
| 125 | Girard                               | Divorce prononcé en faveur de Madame Girard.        | Maître Girard, personnage récurrent dans la série, se retrouve traînée devant le tribunal des divorces par son mari, qui l'accuse de le tromper avec son associé. Mais elle contre-attaque, en invoquant la jalousie de son mari, face à sa réussite professionnelle. Tous deux étant avocats, ils ont décidé de se représenter eux-mêmes.                                             |                  |                 |                |                      | | |
| 126 | Savard                               | Divorce prononcé en faveur de Madame Savard.        | Monsieur Savard, directeur d'une société de surveillance, accuse sa femme, agent commercial dans sa société, d'être kleptomane... |                  |                 |                |                      | | |
| 127 | Haron                                | Divorce prononcé en faveur de Madame Haron.         | Madame Haron accuse son mari, psychologue, de s'être servi d'elle pour se livrer à des expériences sexuelles... |                  |                 |                |                      | | |
| 128 | Bernot                               | Le juge sursoit prononcer le divorce.               | Après 25 ans de mariage, un mari infidèle prétend que sa femme l'a poussé à avoir une liaison car ils ne s'entendaient plus sur le plan sexuel... |                  |                 |                |                      | | |
| 129 | Pasquier                             | Mariage annulé (femme multi bigame).                | Un mannequin qui fait des photos pour des journaux à scandale tombe amoureux d'un garçon très séduisant. Ils se marient très vite, mais demandent tout aussi rapidement le divorce... |                  |                 |                |                      | | |
| 130 | Keller                               | Divorce prononcé en faveur de Monsieur Keller.      | Madame Keller demande le divorce pour adultère. Son mari contre-attaque en invoquant la cruauté mentale... |                  |                 |                |                      | | |
| 131 | Normand                              | Divorce prononcé en faveur de Madame Normand.       | Un passionné d'automobile accuse sa femme de l'avoir volontairement blessé en provoquant un accident de voiture... |                  |                 |                |                      | | |
| 132 | Morin                                | Divorce prononcé aux torts partagés des deux époux. | Morin, alcoolique, demande le divorce au motif que sa compagne, également victime de l'alcool, le brutalise... |                  |                 |                |                      | | |